# Dłusk
Dłusk – wieś w Polsce położona w województwie wielkopolskim, w powiecie wrzesińskim, w gminie Pyzdry.

## Geografia
Wieś położona nad rzeką Wartą. Około 220 mieszkańców. Na rzece znajduje się prom górnolinowy.
Odbywają się cykliczne imprezy sportowo-rekreacyjne.
Wieś królewska Dłusko należała do starostwa pyzdrskiego, pod koniec XVI wieku do powiatu pyzdrskiego województwa kaliskiego. Do 1954 roku siedziba gminy Dłusk. W latach 1975–1998 miejscowość administracyjnie należała do województwa konińskiego.

## Historia
Miejscowość w zlatynizowanej formie Dlusk wymieniona jest w łacińskim dokumencie z 1282 roku wydanym w Dłusku i sygnowanym przez króla polskiego Przemysła II.